# Gierałcice (Nysa)
Pour les articles homonymes, voir Gierałcice.
Gierałcice est une localité polonaise de la gmina de Głuchołazy, située dans le powiat de Nysa en voïvodie d'Opole.